# 泰厄斯·瓊斯
泰厄斯·羅伯特·瓊斯一世（英語：Tyus Robert Jones Sr.，1996年5月10日—），美国職業篮球運動員，現效力NBA奧蘭多魔術。他在2019年休賽季與孟菲斯灰熊簽約前，曾效力他的家鄉球隊明尼苏达森林狼4年。他在大學一年級時為杜克大學藍魔鬼效力，並作為2014–15賽季NCCA男子籃球冠軍隊成員之一。他被Rivals.com、Scout.com和ESPN評為在2014年全國高中梯次中十名最佳籃球員之一。他在就讀蘋果谷高中時獲得了明尼蘇達州高中聯賽（MSHSL）4A級別州立冠軍、三次美联社明尼蘇達州高中男子籃球年度最佳球員和三次明尼蘇達州高中男子籃球開特力年度最佳球員。他參加了2014年麥當勞男子籃球高中全明星賽、2014年喬丹品牌菁英賽和2014年耐克籃球峰會。他贏得了2014年麥當勞高中全明星賽的技術比賽，他也取得了在2014年耐克籃球峰會出現唯一一個两双。
他承諾與查利爾·奧卡科一起加入杜克大学男子籃球隊。他也入選了2014年《今日美國》全美高中男子籃球員最佳陣容第二隊。在杜克大學時期，他入選了大西洋沿岸聯盟最佳陣容第三隊和大西洋沿岸聯盟最佳新秀陣容第一隊。在杜克大學2015年NCAA一级男子篮球锦标赛冠軍賽的勝利中，他獲得了NCAA籃球聯賽最傑出球員獎項。隨後，他宣布參加2015年NBA選秀。他在第24順位被克里夫兰骑士選中，然後被交易到明尼苏达森林狼。在明尼蘇達期間，他設下了NBA單賽季助攻失誤比率紀錄（平均6.96次助攻出現1次失誤）。2021–22賽季，在領先NBA助攻失誤比率連續四個賽季的情況下，他打破了他保持的單賽季助攻失誤比率紀錄，創下了新的紀錄（7.04）。

## 高中生涯
作為一名八年級學生，瓊斯在2009–10賽季獲得了伊斯特維尤高中校隊首發的角色。在這年，他平均每場取得16.8分和8.1次助攻，他在球隊的每場比賽首發出賽，幫助球隊取得20勝8負的成績。在賽季裏，他收到了他的首封由南加州大學的招募信，而當時他只有13歲。

### 高中一年級賽季
作為一名高中一年級學生，他獲得了來自愛荷華大學的第一份獎學金。在賽季裏，在因腎裂傷缺陣了7星期後，他在16場比賽中平均每場取得20.1分、7.1次助攻和2.6次抢断。在大一賽季結束後，他被分別邀請參加由勒布朗·詹姆斯和克里斯·保罗主辦的技術訓練營。然而，他也被美國國家籃球隊協會邀請參加在科羅拉多州科罗拉多斯普林斯美國奧運訓練中心進行的選拔，他從27人的候選名單脫穎而出，入選了美洲U16青年籃球錦標賽的12人名單。美國隊贏得了這次錦標賽。在他於2011年參與業餘體育聯盟（AAU）Peach Jam錦標賽時，他已經收到了來自明尼蘇達大學和貝勒大學的錄取通知書。在塔德·馬塔、湯姆·伊素、吉姆·布海姆、羅伊·威廉斯、約翰·卡利帕里、喬許·帕斯特納、比爾·塞爾夫、西恩·米勒和里科·皮提諾等教練出席的為期四天的錦標賽的幾天後，他收到了來自俄亥俄州立大學、密西根州立大學、馬凱特大學、普洛威頓斯學院、亞利桑那大學和愛荷華州立大學的錄取通知書。

### 高中二年級賽季
高中二年級時，他被一致地選為2012年美聯社明尼蘇達州高中男子籃球年度最佳球員，他也與西亞尼·錢伯斯、喬伊·金、泰勒·沃恩和強尼·伍達德一起入選了美聯社全州最佳陣容。瓊斯所屬的蘋果谷高中在MSHSL 4A級別第3節決賽中被伊斯特維尤高中淘汰。瓊斯平均每場上陣31分鐘，得到28分和8次助攻。他贏得了2012年明尼蘇達州高中男子籃球開特力年度最佳球員。他獲得了2012年《明星論壇報》高中男子籃球年度最佳都會區球員和《先鋒報》高中男子籃球年度最佳球員在他的高中二年級賽季結束時，他收到了杜克大學的錄取通知書，此前他已收到了來自明尼蘇達大學、愛荷華州立大學、密西根州立大學、俄亥俄州立大學、普羅威頓斯學院、亞利桑那大學、貝勒大學和馬凱特大學的錄取通知書。在賽季後，他再次入選美國隊，以參與於2012年6月29日至7月8日期間於立陶宛考那斯舉辦的2012年U17世界青年籃球錦標賽。美國隊在賽事的8場比賽裏保持不敗。

### 高中三年級賽季
瓊斯作為ESPN評價的2014年梯次全國頂級高中籃球員的身分進入了他的2012–13高中三年級賽季。《運動畫刊》 專欄作家法蘭克·伯利森在2012年8月16日把他列為全國最佳高中籃球員第二名，僅次查利爾·奧卡科。9月11日，當奧卡科被任命為《今日美國》高中體育的月度博主時，他指出他和瓊斯想一起參加密西根州立大學斯巴達人美式足球比賽。瓊斯入選《今日美國》季前全美最佳陣容的十人名單裏（入選的還有亞倫·高登、安德魯·哈里森、亞倫·哈里森、凱西·希爾、奧卡科、賈巴里·帕克、朱利葉斯·蘭德爾、诺阿·冯莱和安德魯·威金斯）。2013年1月5日，在明尼蘇達灰狼隊主場標靶中心舉行，對戰有拉沙德·沃恩在陣的羅賓斯代爾庫柏高中的比賽中，瓊斯帶領蘋果谷高中在比賽剩餘9分鐘19秒時打出了31比9的攻勢，克服了11分的落後。《明星論壇報》將2014年大學梯次後衛瓊斯和沃恩的正面交鋒描述為「可以說是明尼蘇達州高中籃球歷史上最佳的一對一正面交鋒」。在ESPN 100前十名高中球員的對決前兩週，NBA.com已經通過專題報導預測了這場對決。在他的高中三年級賽季後，他與喇沙高中的三年級生瑞德·崔維斯一起贏得了美聯社明尼蘇達州高中男子籃球年度最佳球員獎。瓊斯帶領蘋果谷高中贏得MSHSL 4A級別冠軍，而特拉維斯則帶領喇沙高中贏得3A級別冠軍。他們與安德斯·布羅曼、拉沙德·沃恩和葛拉罕·伍德沃德一起入選了美聯社全州最佳陣容。他贏得了2013年明尼蘇達州高中男子籃球開特力年度最佳球員和《先鋒報》年度最佳球員。而特拉維斯則贏得了2013年《明星論壇報》高中男子籃球年度最佳都會球員。在賽季結束後，瓊斯與奧卡科是唯二入選 HighSchoolHardwood.com 2012-13賽季最佳陣容第一隊或第二隊的高中三年級生。除了瓊斯和奧卡科外，史丹利·強森是唯一入選全國最佳陣容二十人名單的高中三年級生。
3月9日，瓊斯列出了最後八所有意就讀並為其籃球校隊效力的大學：貝勒大學、杜克大學、肯塔基大學、堪薩斯大學、密西根州立大學、明尼蘇達大學和俄亥俄州立大學。瓊斯在他的高中三年級賽季結束前已非正式地到訪了所有七所學校。在2013年4月下旬，奧卡科的父親相信奧卡科和瓊斯很有可能會一起被同一所大學錄取。到4月下旬，有傳言稱克里夫·亞歷山大和贾斯蒂斯·温斯洛會去任何瓊斯和奧卡科就讀的學校。

### 高中四年級賽季
5月30日，奧卡科列出了最後八所有意就讀並為其籃球校隊效力的大學的名單：亞利桑那大學、貝勒大學、杜克大學、伊利諾大學、肯塔基大學、堪薩斯大學、密西根州立大學和俄亥俄州立大學，他的名單與瓊斯的名單中有六所共同大學。儘管亞歷山大被Rivals.com評為2014年梯次最佳球員第五名，並且在6月初之前收到了來自六所學校中的四所的錄取通知書，但他說與瓊斯和奧卡科一起就讀的機會非常少。隨著夏季評估期的繼續，奧卡科和瓊斯這對沒有血緣關係也不是隊友的人，作為一個套裝一起就讀同一間大學的獨特性繼續受到很多媒體的關注。瓊斯和以賽亞·懷海德是2013年 Under Armour Elite 24 全明星賽獲勝球隊的聯合MVP。8月13日，瓊斯宣布他會正式到訪其中四所大學：貝勒大學（8月30日至9月1日）、肯塔基大學（9月27至29日）、堪薩斯大學（10月18至20日）和杜克大學（10月25至27日）。值得注意的是，根據《明星論壇報》作家阿米莉亞·雷諾所說，瓊斯最喜歡杜克大學，而他把它安排到四所大學中的最後。8月14日，瓊斯確認他可能正式到訪第五所大學（NCAA允許的上限）：明尼蘇達大學，儘管它仍然是一個不太可能的選項。奧卡科與瓊斯（Rivals.com 2014年梯次排名第一及第二的男子高中籃球員）一起在8月29日到訪貝勒大學。貝勒大學成為有力競爭者的原因之一是貝勒大學籃球隊的其中一位職員傑瑞德·努內斯是瓊斯的表哥。

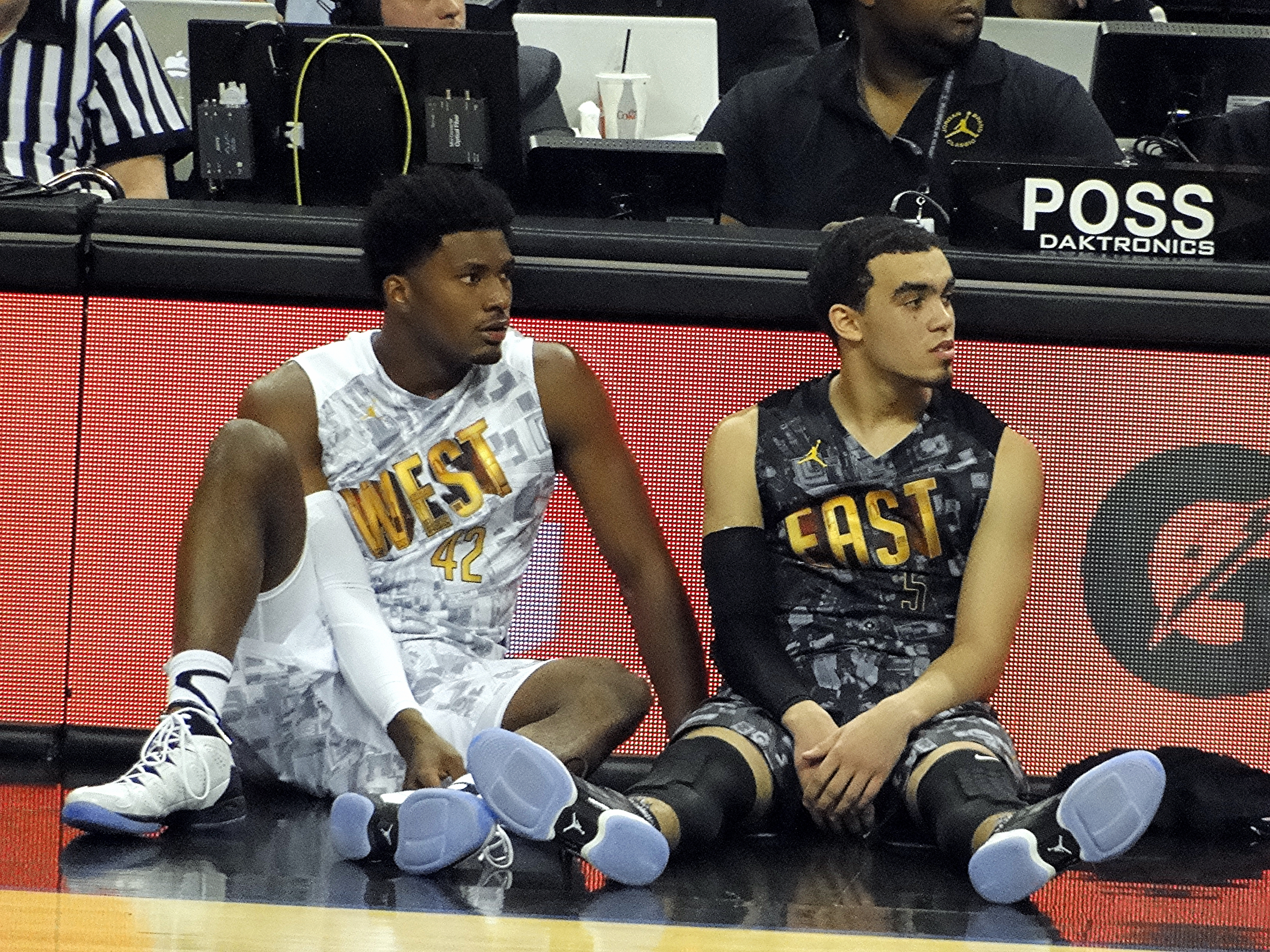
參加2014年喬丹品牌菁英賽的瓊斯（右）和贾斯蒂斯·温斯洛（左）

2013年9月4日，Rivals.com更新了排名，瓊斯從第二名跌到了第五名（在奧卡科、伊曼纽尔·穆迪埃、史丹利·強森和亞歷山大後）。Rivals.com闡明奧卡科和瓊斯已一起到訪貝勒大學，並將會一起到訪堪薩斯大學和杜克大學，但他們會分開地到訪肯塔基大學。9月13日，2014年梯次控球後衛泰勒·尤利斯宣布效力肯塔基大學。隨後，瓊斯取消了他9月27日到29日到訪肯塔基大學的行程。在10月的最後兩個周末，奧卡科和瓊斯一起到訪了堪薩斯大學和杜克大學，因此這兩所大學被認為最有可能讓兩者同時入讀。堪薩斯大學主教練比爾·塞爾夫因應奧卡科和瓊斯的到訪，而在他們到訪的周末安排了第二次公開練習。 在ESPN.com排名第14的溫斯洛也在奧卡科與瓊斯到訪杜克大學的同一個周末到訪杜克大學。在10月初，有傳言稱在12月12日，瓊斯將會在一場全國電視轉播的比賽對戰奧卡科，這場比賽將會成為首場來自明尼蘇達州，並於ESPN轉播的高中常規賽。11月15日，ESPN公布了旗下網絡的高中籃球轉播時間表，傳聞得到了證實。11月2日，瓊斯將他的名單減少到貝勒大學、堪薩斯大學和杜克大學，但仍致力於與奧卡科一起就讀同一間大學。
11月7日，瓊斯在美國籃球先生季前追蹤中排名第五，落後榜首穆迪耶、亞歷山大、奧卡科和史丹利·強森。在沒有任何第一名選票的球員中，他是是得分最多的球員。 季前積分領先者在過去五年裏的四年中最終贏得該獎項。11月11日，瓊斯和奧卡科同時發推文稱，他們將於11月15日在當地高中同時做出入讀大學的口頭承諾。 他入讀大學的口頭承諾與亞歷山大和史丹利·強森在同一天。根據ESPN，四人都是在梯次中前十名最佳球員（奧卡科第1名，亞歷山大第3名，瓊斯第4名，強森第9名）。在他們宣布前夕，杜克大學是瓊斯和奧卡科最有可能入讀的大學。11月15日，他在ESPNU完成了效力杜克大學的口頭承諾。在他的高中四年級前，他入選了《今日美國》全美最佳陣容十人名單，另外九人為亞歷山大、史丹利·強森、特雷·莱尔斯、穆迪耶、馬利克·紐曼、奧卡科、小凯利·乌布雷、德安杰洛·拉塞尔和邁爾斯·透納。11月21日，溫斯洛承諾入讀杜克大學，讓杜克大學擁有全國頂級的新生群：瓊斯、奧卡科、溫斯洛和格雷森·艾倫，他們都已經承諾入讀杜克大學。
12月12日時，蘋果谷高中擁有5勝0負的紀錄（包括對戰主將瑞德·崔維斯缺陣的喇沙高中和霍普金斯高中的勝仗），並被《今日美國》排名全國第41名和被MaxPreps排名全國第16名，與此同時，奧卡科就讀的威特尼·M·楊磁力高中以全國排名第34的身分取得了1勝1負的成績。在那天，在迈克·沙舍夫斯基和ESPN2的全國觀眾面前，奧卡科所屬的威特尼·M·楊磁力高中以80–70的比數戰勝瓊斯所屬的蘋果谷高中。奧卡科取得了22分和15個籃板，而瓊斯取得了29分、5個籃板和6次助攻。1月4日，在明尼蘇達灰狼隊主場標靶中心舉行，球隊對戰6A級別衛冕冠軍並被《今日美國》評為當時全國第18名的藍谷高中的比賽中，瓊斯帶領蘋果谷高中取得了勝利。2014年3月6日，衛冕州立冠軍蘋果谷高中在4A級別第3節州立冠軍賽對戰克雷丁–德勒姆堂高中，經過雙加時後，以89–77的比分不敵對手，在這場瓊斯高中生涯最後一場比賽中，他取得了35分。

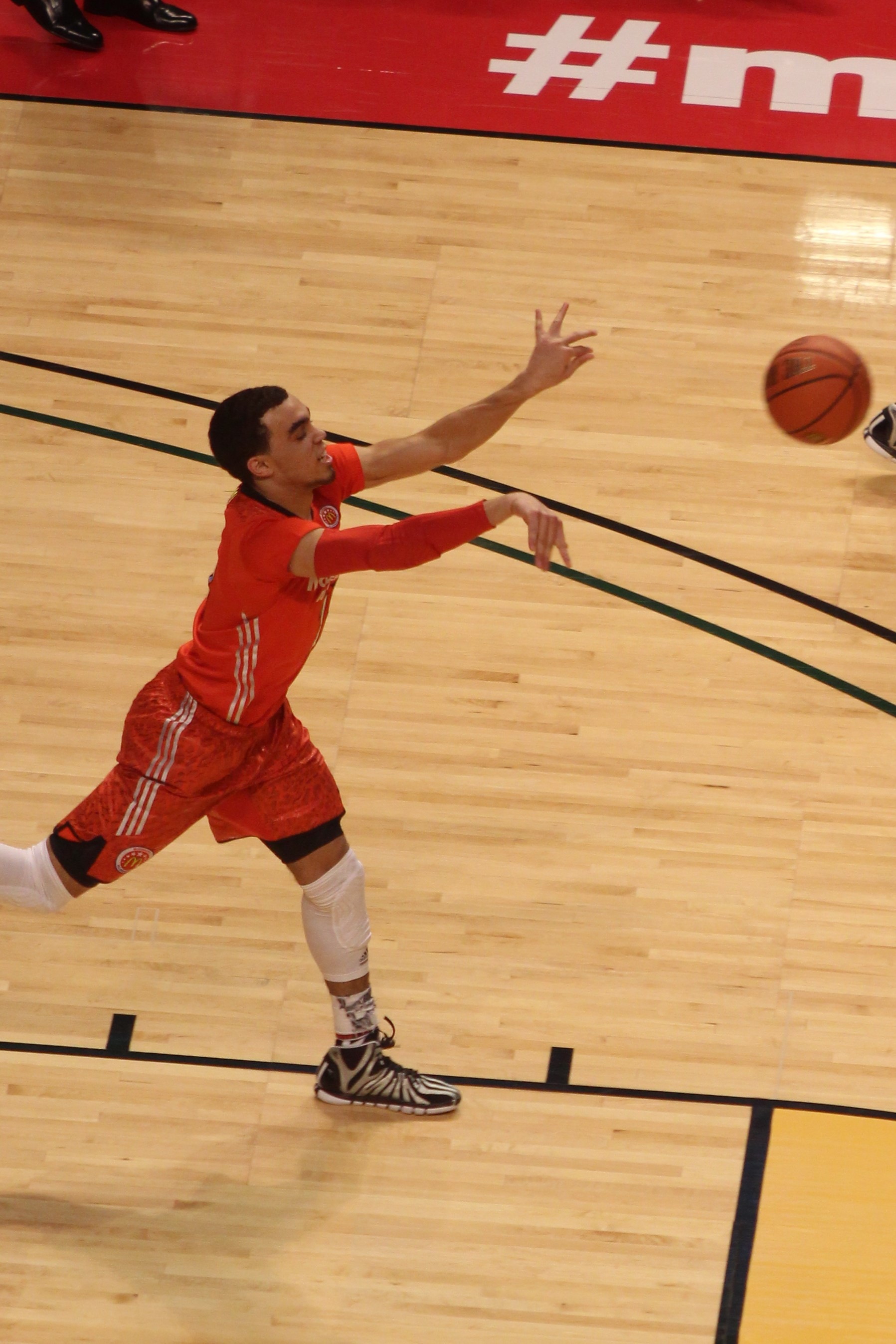
參加2014年麥當勞男子籃球高中全明星賽的瓊斯

3月31日，瓊斯贏得了麥當勞高中全明星賽的技術比賽。2014年4月2日，瓊斯作為失利的東部隊伍的成員，在麥當勞高中全明星賽中取得7分和全場最高的10次助攻。7分中的5分是來自最後兩分鐘，幫助東部隊伍在以105–102的比數落敗前短暫領先99–95。4月12日，他在耐克籃球峰會中取得了13分、6次助攻和5次抄截，協助美國隊以84–73的比數戰勝世界隊。4月18日，在喬丹品牌菁英賽中，他取得了賽事中唯一的雙雙：10分、全場最高12次助攻和7個籃板。

#### 獎項與榮譽
瓊斯入選了於2014年4月12日在摩達中心舉行的第17屆年度耐克籃球峰會的美國隊十人名單。與他一起入選的還有承諾入讀杜克大學和奧卡科和溫斯洛。他也入選了在联合中心舉行的2014年麥當勞男子籃球高中全明星賽的24人名單。與他一起入選的還有明尼蘇達州高中生瑞德·崔維斯和拉沙德·沃恩，還有承諾入讀杜克大學的奧卡科、溫斯洛和格雷森·艾倫。3月10日，他入選了2014年喬丹品牌菁英賽。明尼蘇達州高中生特拉維斯、沃恩，承諾入讀杜克大學的奧卡科、溫斯洛和艾倫也再次入選。3月17日，他與J·P·馬庫拉一起贏得了美聯社年度聯合最佳球員。3月18日，他入選了麥當勞全美摩根·伍頓最佳球員的決選三人名單（另外兩人為強森和亞歷山大）。3月20日，瓊斯贏得了明尼蘇達州籃球先生。在下一天，他贏得了連續三次明尼蘇達州高中男子籃球開特力年度最佳球員。他入選了2014年《今日美國》全美高中男子籃球員最佳陣容第二隊和MaxPreps全美高中男子籃球員最佳陣容第二隊。

### 排名與比較
在他的2010–11高中一年級賽季後，他被形容為自從哈立德·阿明後明尼蘇達州最佳控球後衛。另外一個作為瓊斯的衡量標準的明尼蘇達州人為萨姆·雅各布森。根據露天看台體育的凱利·米勒所說，當瓊斯效力杜克大學的時候，他很有機會成為全國平均每場助攻的首五名，唯他要增強他的防守。
| 姓名 | 家鄉                                                        | 高中                     | 身高                 | 體重        | 承諾日         |
| --- | ----------------------------------------------------------- | ------------------------ | -------------------- | ----------- | -------------- |
| 泰厄斯·瓊斯 PG | 明尼蘇達州蘋果谷                                            | 蘋果谷高中（明尼蘇達州） | 6英尺2英寸（1.88米） | 195磅（88） | 2013年11月15日 |
| 泰厄斯·瓊斯 PG | 招募星级： Scout： Rivals： 247Sports： ESPN： ESPN評分：97 |                          |                      |             |                |
| 總體新秀排名： Scout：9、2（控球後衛） Rivals：7、2（控球後衛） ESPN：4、1（明尼蘇達州）、1（控球後衛） |                                                             |                          |                      |             |                |
| - 附註：許多時候，Scout、Rivals、247Sports以及ESPN在身高體重的數據可能會不同 . - 在這種情況下選擇平均值，而ESPN grades滿分為100分。 來源： - . Rivals.com. [2013-08-29]. - . Scout.com. [2013-08-29]. - . ESPN.com. [2013-08-29]. - . Scout.com. [2013-08-29]. - . Rivals.com. [2013-08-29]. |                                                             |                          |                      |             |                |

## 大學新生招募
瓊斯是2014年最受追捧的新生之一，他被ESPN評為第四名最佳新生，僅次未來大學隊友查利爾·奧卡科、邁爾斯·透納和克里夫·亞歷山大。他入選了2014年《今日美國》全美高中男子籃球員最佳陣容第二隊。在被招募的兩年前，瓊斯與奧卡科達成了將來一起入讀同一所大學的協議。瓊斯收到了來自杜克大學、貝勒大學、肯塔基大學、明尼蘇達大學、堪薩斯大學、密西根州立大學和俄亥俄州立大學的獎學金。儘管瓊斯就讀的高中離明尼蘇達大學雙城分校不遠，但他從未正式到訪明尼蘇達大學。2013年，瓊斯正式到訪了貝勒大學（8月31日）、肯塔基大學（9月2日）、堪薩斯大學（10月19日）和杜克大學（10月26日）。10月31日，就在完成正式到訪幾天後，瓊斯出現在WGVX-FM 105.1明尼阿波利斯的廣播節目中，他把堪薩斯大學、貝勒大學和杜克大學列為他最有可能入讀的學校。
不久之後，瓊斯和奧卡科將他們的名單收窄到杜克大學和堪薩斯大學。2013年11月15日，瓊斯和奧卡科在ESPNU宣布他們的決定。ESPN的亞當·芬克爾斯坦形容這一起效力杜克大学男子籃球隊的決定「創造了大學籃球的歷史」。儘管克里夫·亞歷山大曾想過跟隨瓊斯和奧卡科，但他在不久之後宣布入讀堪薩斯大學。11月22日，贾斯蒂斯·温斯洛宣布他會與瓊斯和奧卡科一樣就讀杜克大學，成為該年ESPN首15名新生中第三位承諾就讀杜克大學的球員。排名21的格雷森·艾倫稍後也宣布就讀杜克大學。

## 大學生涯

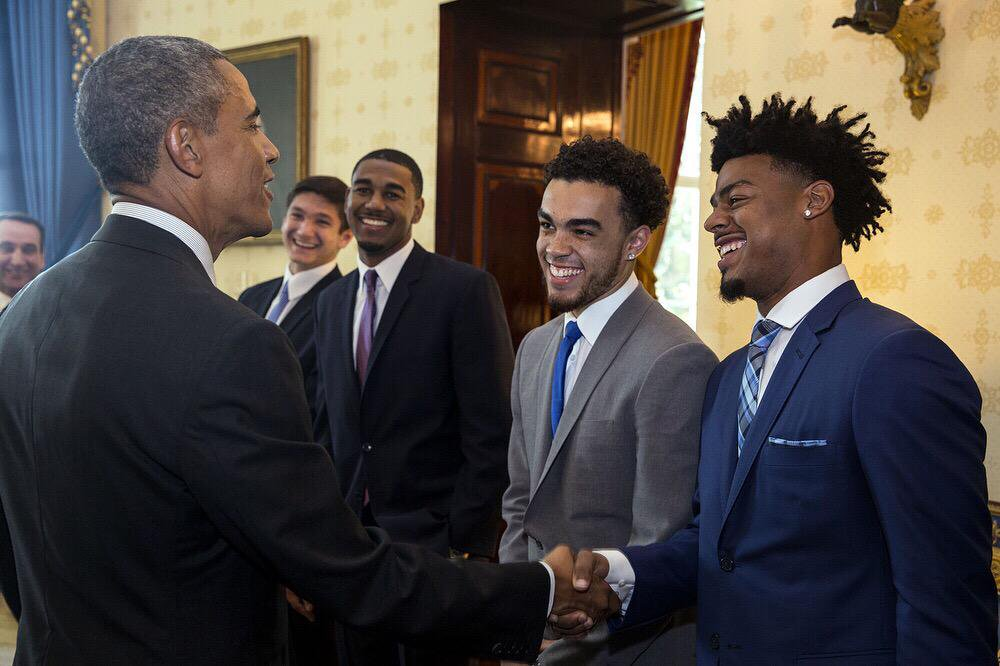
瓊斯在2015年與杜克大學隊友與總統贝拉克·奥巴马會面

當他進入杜克大學的大學一年級賽季時，預計他將在泰勒·桑頓畢業後與大學四年級控球後衛奎恩·庫克和大學三年級控球後衛拉希德·蘇萊蒙爭奪上陣時間。在賽季前，有預測認為瓊斯會獲得首發控球後衛的席位。他也入選了《今日美國》季前全美最佳陣容第二隊和CBS體育季前全美最佳陣容第三隊。在ESPN季前100名最佳球員中，瓊斯被列為第45名。瓊斯入選了季前鮑伯·庫西獎36人觀察名單。他也入選了約翰·R·伍登獎季前首50名最有機會獲獎球員名單和美國籃球作家協會全美最佳新秀（韋曼·蒂斯代爾獎）觀察名單。在12月初，瓊斯入選了奈史密斯学院年度最佳球员50人觀察名單。
瓊斯在賽季開始時與庫克一起擔任首發角色，而蘇萊蒙則任後備。11月14日，他在球隊以113–44戰勝長老會學院的為杜克大學出戰的首場比賽中取得了15分和7次助攻。11月18日，在球隊以81–71戰勝第19名的密西根州立大學的2014年州立農業冠軍經典賽中，他取得了17分。11月30日，他取得了大學生涯首次双双：他在對戰美國軍事學院的比賽中取得了16分和賽季新高10次助攻。 在ACC–十大聯盟挑戰球隊對戰第2名的威斯康辛大學的比賽中，瓊斯取得了22分、6個籃板和4次助攻（三項數據也是隊內最高），帶領球隊以80–70的比數對手。因為他的表現，他贏得了大西洋沿岸聯盟每週最佳新秀和韋曼·蒂斯代爾每週最佳大學一年級球員。1月14日，他入選了約翰·R·伍登獎季中前25名名單。1月19日，在球隊對戰匹茲堡大學的比賽中，瓊斯取得了平生涯新高的22分，這是米克·沙舍夫斯基大學教練生涯的第999場勝仗；1月25日，在球隊對戰聖若望大學的比賽中，他也取得了22分，這是米克·沙舍夫斯基大學教練生涯的第1000場勝仗。由於這兩次表現，瓊斯與澤維爾·萊森-梅耶斯一起獲得了大西洋沿岸聯盟本週最佳新秀獎。2月18日，他在他參與的第一場對戰北卡羅萊納大學的北卡羅萊納大學與杜克大學的競爭裏取得了平賽季新高和平全場最高的22分，並取得了8次助攻。他在比賽最後的1分25秒取得了球隊最後的9分，令比賽進入的加時，他也成為自從助攻在1983–84賽季成為官方數據後，首位在這競爭中取得22分、8次助攻和7個籃板的球員。因為他的表現，他贏得了大西洋沿岸聯盟每週最佳新秀和韋曼·蒂斯代爾每週最佳大學一年級球員。3月日，他贏得了個人第四次大西洋沿岸聯盟每週最佳新秀獎項。3月7日，在球隊對戰北卡羅萊納大學的比賽中，他取得了生涯新高24分。
在賽季結束後，他入選了大西洋沿岸聯盟最佳陣容第三隊，並與奧卡科和溫斯洛一起入選大西洋沿岸聯盟最佳大學一年級陣容第一隊。他也獲得了美联社全美最佳陣容榮譽獎。他在2015年NCAA一级男子篮球锦标赛冠軍賽中取得了23分和5個籃板，贏得了NCAA籃球聯賽最傑出球員。2015年，他的家鄉蘋果谷的市長把4月22日定為「泰厄斯·瓊斯日」。4月15日，瓊斯宣布參加2015年NBA选秀，放棄就讀最後三年大學的資格。

## 職業生涯

### 明尼蘇達灰狼（2015–2019）

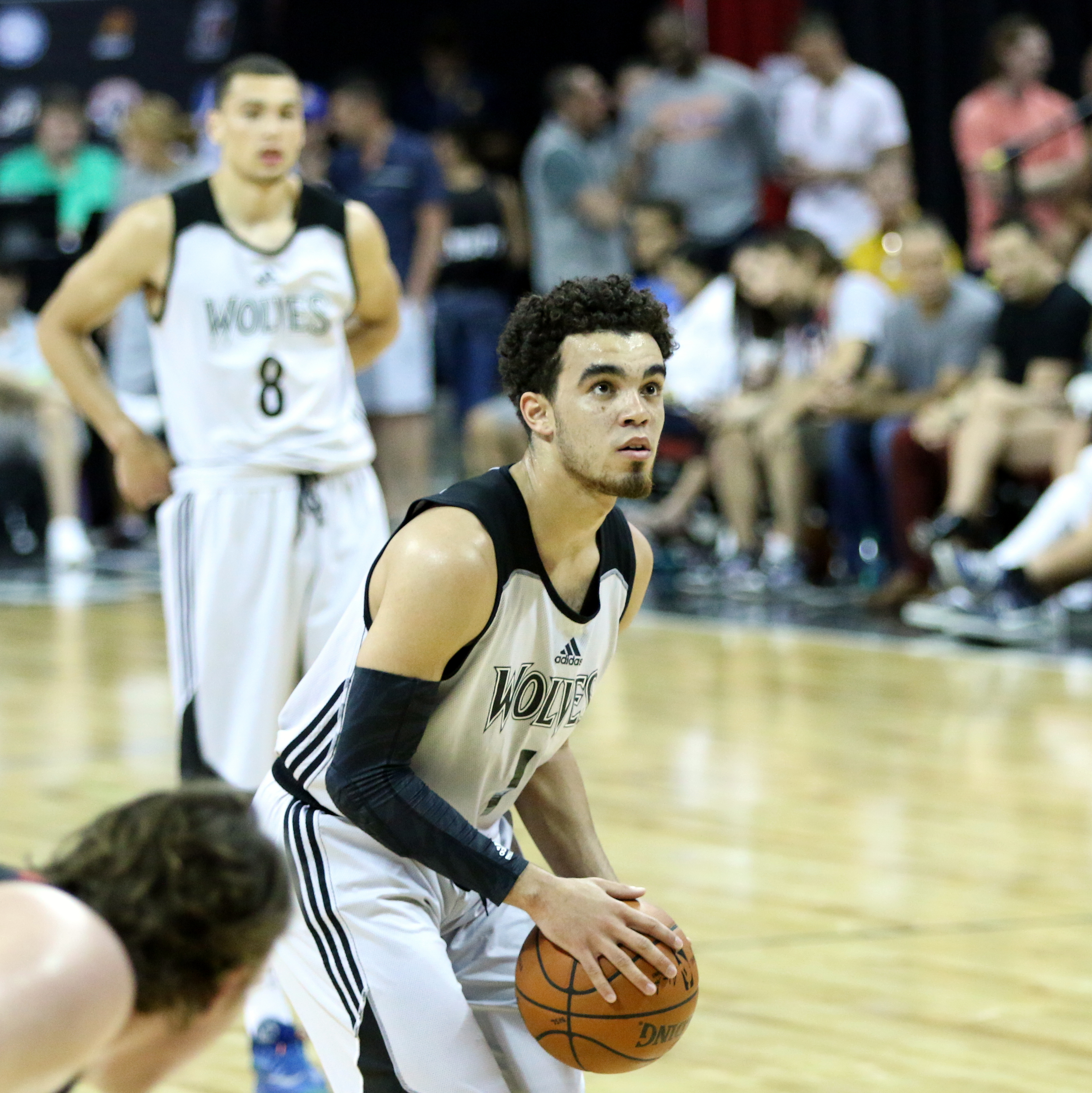
參加2015年NBA夏季聯賽的瓊斯

瓊斯在2015年NBA选秀第一輪第24順位被克里夫兰骑士選中，其後被交易到他的家鄉球隊明尼苏达森林狼，以換取2019年第二輪選秀順位、切迪·奧斯曼和拉基姆·克里斯馬斯的選秀權。2015年7月7日，他與灰狼隊簽下了新秀合約。11月10日，他在對戰夏洛特黃蜂的比賽中完成了NBA首秀，取得了生涯第一次助攻和抄截、第一個籃板和第一分。12月5日，他被分配到犹他爵士的NBA發展聯盟附屬球隊愛達荷奔騰。他在發展聯盟首發出賽六場，在平均每場上陣35.2分鐘的情況下，他平均每場取得24.7分、3.9個籃板、5次助攻和1.5次抄截。因為他的表現，灰狼隊在12月22日召回他。12月23日，在球隊對戰圣安东尼奥马刺的比賽中，他射進了生涯首個場地得分：他上陣20分鐘，取得了6分。2月下旬，主教練萨姆·米切尔指出瓊斯將獲得足夠的上場時間進行評估。

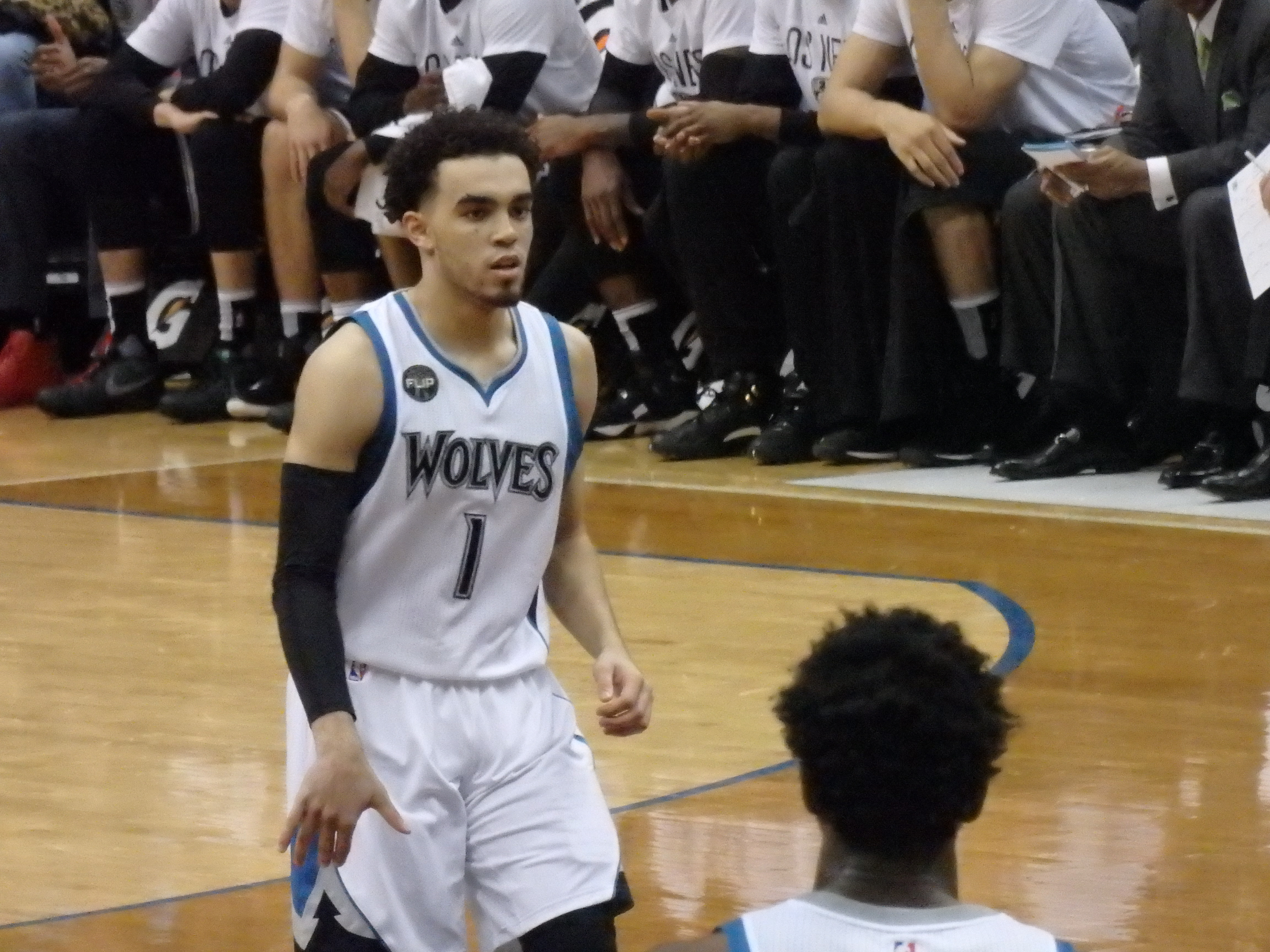
效力灰狼隊時期的瓊斯，2016

瓊斯贏得了2016年NBA夏季聯賽的MVP。11月1日，瓊斯在灰狼隊對戰孟菲斯灰熊的賽季第三場比賽中以6次助攻完成了他的賽季首秀。11月8日，在球隊對戰布鲁克林篮网的比賽中，瓊斯取得了生涯新高12分和5次抄截，也取得了平生涯新高的5個籃板和全場最高7次助攻。 2017年4月12日，當里奇·魯比奧沒有在對戰休斯敦火箭的賽季最後一場比賽中出賽時，瓊斯取得了生涯新高16次助攻。
當2017–18賽季明尼蘇達灰狼隊進入訓練營時，只有瓊斯和杰夫·蒂格為控球後衛。當提格缺陣11月的最後四場比賽時，瓊斯平均上陣38.5分鐘，平均每場取得11.3分、6.5次助攻和4次抄截。在這四場比賽中的第二場比賽中，瓊斯在球隊於2017年11月26日對戰菲尼克斯太阳的比賽中職業生涯首次首發出賽，取得了生涯新高的7次抄截和平生涯新高的2次阻攻。
2018年12月17日，在球隊對戰沙加緬度國王的比賽中取得了首次10分10助攻雙雙。12月31日，他在球隊對戰新奥尔良鹈鹕的比賽中取得了賽季新高15分和生涯新高13次助攻。4月7日，在球隊對戰俄克拉何马城雷霆的比賽中，瓊斯取得了平生涯新高的13次助攻。瓊斯以創下NBA紀錄的6.96（最少 200 次助攻）單賽季助攻失誤比率結束了本賽季。

### 孟菲斯灰熊（2019–2023）
2019年7月11日，在灰狼隊放棄匹配報價單後，瓊斯與孟菲斯灰熊簽下三年2640萬美元的合約。瓊斯在2019-20 NBA賽季和2020–21 NBA赛季繼續在助攻失誤比率方面領先聯盟。2021年2月1日，在球隊對戰圣安东尼奥马刺的比賽中，瓊斯取得了生涯新高14次助攻。2022年2月15日，在球隊對戰新奥尔良鹈鹕的比賽中，賈·莫蘭特缺陣，他代替莫蘭特首發出賽，取得了生涯新高27分。
 在2021–22 NBA赛季，瓊斯打破了他保持的單賽季助攻失誤比率紀錄，設下了新的紀錄（7.04）。2021–22賽季的灰熊隊在莫蘭特缺陣的比賽中取得20勝5負的成績，而在這25場比賽中，瓊斯於其中23場比賽擔任首發。
2022年7月6日，瓊斯與灰熊隊續約兩年，價值3000萬美元。
琼斯于2023年6月22日休赛期，在灰熊、奇才与凯尔特人之间的三方交易被交易至华盛顿奇才。

## 生涯數據

### NBA

#### 常規賽
| 賽季    | 球隊 | GP  | GS | MPG  | FG%  | 3P%  | FT%  | RPG | APG | SPG | BPG | PPG |
| ------- | ---- | --- | -- | ---- | ---- | ---- | ---- | --- | --- | --- | --- | --- |
| 2015–16 | MIN  | 37  | 0  | 15.5 | .359 | .302 | .718 | 1.3 | 2.9 | .8  | .1  | 4.2 |
| 2016–17 | MIN  | 60  | 0  | 12.9 | .414 | .356 | .767 | 1.1 | 2.6 | .8  | .1  | 3.5 |
| 2017–18 | MIN  | 82  | 11 | 17.9 | .457 | .349 | .877 | 1.6 | 2.8 | 1.2 | .1  | 5.1 |
| 2018–19 | MIN  | 68  | 23 | 22.9 | .415 | .317 | .841 | 2.0 | 4.8 | 1.2 | .1  | 6.9 |
| 2019–20 | MEM  | 65  | 6  | 19.0 | .459 | .379 | .741 | 1.6 | 4.4 | .9  | .1  | 7.4 |
| 2020–21 | MEM  | 70  | 9  | 17.5 | .431 | .321 | .911 | 2.0 | 3.7 | .9  | .1  | 6.3 |
| 2021–22 | MEM  | 73  | 23 | 21.2 | .451 | .390 | .818 | 2.4 | 4.4 | .9  | .0  | 8.7 |
| 生涯    | 生涯 | 455 | 72 | 18.4 | .435 | .352 | .818 | 1.8 | 3.7 | 1.0 | .1  | 6.2 |

#### 季後賽
| 賽季 | 球隊 | GP | GS | MPG  | FG%  | 3P%  | FT%   | RPG | APG | SPG | BPG | PPG |
| ---- | ---- | -- | -- | ---- | ---- | ---- | ----- | --- | --- | --- | --- | --- |
| 2018 | MIN  | 4  | 0  | 13.8 | .286 | .000 | —     | 2.3 | 2.0 | .3  | .0  | 1.0 |
| 2021 | MEM  | 5  | 0  | 9.4  | .353 | .250 | 1.000 | 1.4 | 1.2 | .2  | .0  | 3.0 |
| 2022 | MEM  | 12 | 3  | 21.8 | .394 | .400 | .933  | 3.3 | 4.5 | 1.2 | .2  | 9.2 |
| 生涯 | 生涯 | 21 | 3  | 17.3 | .382 | .373 | .941  | 2.6 | 3.2 | .8  | .1  | 6.1 |

### 大學
| 賽季    | 球隊     | GP | GS | MPG  | FG%  | 3P%  | FT%  | RPG | APG | SPG | BPG | PPG  |
| ------- | -------- | -- | -- | ---- | ---- | ---- | ---- | --- | --- | --- | --- | ---- |
| 2014–15 | 杜克大學 | 39 | 39 | 33.9 | .417 | .379 | .889 | 3.5 | 5.6 | 1.5 | .1  | 11.8 |

## 國家隊生涯
瓊斯幫助美國隊贏得2011年美洲U16青年籃球錦標賽和2012年U17世界青年籃球錦標賽的金牌。瓊斯在5場比賽取得28次助攻，領跑U16國家隊。U17國家隊在8場裏保持不敗，而瓊斯在8場比賽取得43次助攻，領跑U17國家隊。2014年5月5日，美國國家籃球隊協會宣布21名運動員（包括瓊斯）受邀參加6月10日至19日的國家隊選拔，爭取進入在6月20至24日舉行的2014年美洲U18青年籃球錦標賽的12人國家隊名單。瓊斯是被選中的10名新生之一。最終，國家隊有24名球員試訓，6月12日國家隊名單被削減到15人。 最終，瓊斯進入了6月15日公布的最終12人名單。美國隊在比賽中奪得金牌，而瓊斯則擔任隊長。

## 個人生活
瓊斯的父母是羅伯和黛比。他有三個兄弟：崔·瓊斯，效力於圣安东尼奥马刺，還有兩個曾參與大學籃球的同父異母或同母異父的兄弟賈迪·瓊斯和瑞吉·班奇。他的父母已離婚。瓊斯來自一個籃球世家。他的母親黛比也擔任控球後衛，並帶領魔鬼湖高中獲得北达科他州高中全州冠軍。他的父親羅伯·瓊斯身高6英尺6英寸（1.98），曾在1980年代為威斯康星大學帕克塞德分校效力，當時他們參加了NCAA第三級別的比賽。他的姨媽達茜·卡斯凱斯現為喇沙高中的體育總監，她在魔鬼湖高中贏得了兩次高中全州冠軍，在就讀北达科他大学時期，她以後衛的身分入選了聯盟最佳陣容。泰厄斯稱他為叔叔的艾爾·努內斯在1960年代是明尼蘇達大學的隊長。他的堂兄傑瑞德·努內斯是1997年明尼蘇達州高中男子籃球開特力年度最佳球員和明尼蘇達州籃球先生亞軍。

瓊斯以泰厄斯·埃德尼的名字命名。瓊斯從8歲起就與查利爾·奧卡科成為朋友。瓊斯曾在初中擔任美式足球四分衛的位置，也是受人尊敬的棒球投手和游擊手。瓊斯還代表美國隊參加了青年籃球比賽。
瓊斯和他的長期女友凱莉·耶基在2019-20 NBA賽季之前訂婚。瓊斯和他的未婚妻於2020年5月5日生了一個兒子小泰厄斯。

## 註解
1. ↑  初中三年級，詳情請參見美国教育。

## 外部連結
- 泰厄斯·琼斯在fiba.basketball（英语）
- 泰厄斯·琼斯在archive.fiba.com（存檔）（英语）
- 泰厄斯·琼斯在NBA官網（英语）
- 泰厄斯·琼斯在NBA G聯盟官網（英语）
- 泰厄斯·琼斯在Basketball-Reference.com（NBA）（英语）
- 泰厄斯·琼斯在Basketball-Reference.com（NBA G聯盟）（英语）
- 泰厄斯·琼斯在Sports-Reference.com（NCAA）（英语）
- 泰厄斯·琼斯在ESPN（NBA）（英语）
- 泰厄斯·琼斯在Eurobasket.com（球員）（英语）
- 泰厄斯·琼斯在Proballers（英语）
- 泰厄斯·琼斯在RealGM（球員）（英语）
- 杜克大學簡介 （页面存档备份，存于）
- 美國國家籃球隊簡介 的存檔，存档日期2015-03-22.
- 泰厄斯·瓊斯的X（前Twitter）